# Desa Temanggal (administrativ by i Indonesien, lat -7,51, long 110,14)
Desa Temanggal är en administrativ by i Indonesien.   Den ligger i provinsen Jawa Tengah, i den västra delen av landet, 400 km öster om huvudstaden Jakarta.